# Ma. Remedios Olivera Orozco
Ma. Remedios Olivera Orozco (Cuauhtémoc, México, 1958) es una política mexicana. Es licenciada en Educación media básica y superior por la Universidad de Colima. Cuenta con un diplomado en Administración Pública Municipal por el ITESM. Comenzó su actividad política afiliándose al Partido Acción Nacional. Por ese partido político, fue diputada local en la  XLIX Legislatura del Congreso del Estado de Colima de 1988 a 1991; así como diputada federal por la LVI Legislatura del Congreso de la Unión de México (1994-1997). De 1997 a 2000 fue secretaria del Ayuntamiento de Manzanillo y Coordinadora de Planeación Municipal del municipio de Colima de (2003-2006). En el 2015 renunció al Partido Acción Nacional e ingresó a las filas de Movimiento Ciudadano, donde fue Presidenta del Consejo Estatal y miembro de la Coordinadora Estatal. Fue regidora suplente en el Ayuntamiento de Colima del 16 de diciembre de 2015 al 16 de enero de 2016. Fue diputada local en la LIX Legislatura del Congreso del Estado de Colima.